# Elden Auker
Elden Le Roy Auker (né le 21 septembre 1910 à Norcatur, au Kansas et mort le 4 août 2006) était un joueur américain de baseball.

## Biographie
Elden Auker joua pour les Tigers de Detroit (1933-1938), Red Sox de Boston (1969-1939) et Browns de Saint-Louis (1940-1942).
Il disputa deux séries mondiales. Il en gagne une (1935) et perd l'autre (1934) avec les Tigers.